# Browning-Petter-System
Das Browning-Petter-Verschluss-System, auch Browning-FN-System, für Feuerwaffen ist konstruktiv sehr ähnlich den Systemen:
- Browning-System
- Browning-Petter-SIG-System

## Funktionsweise

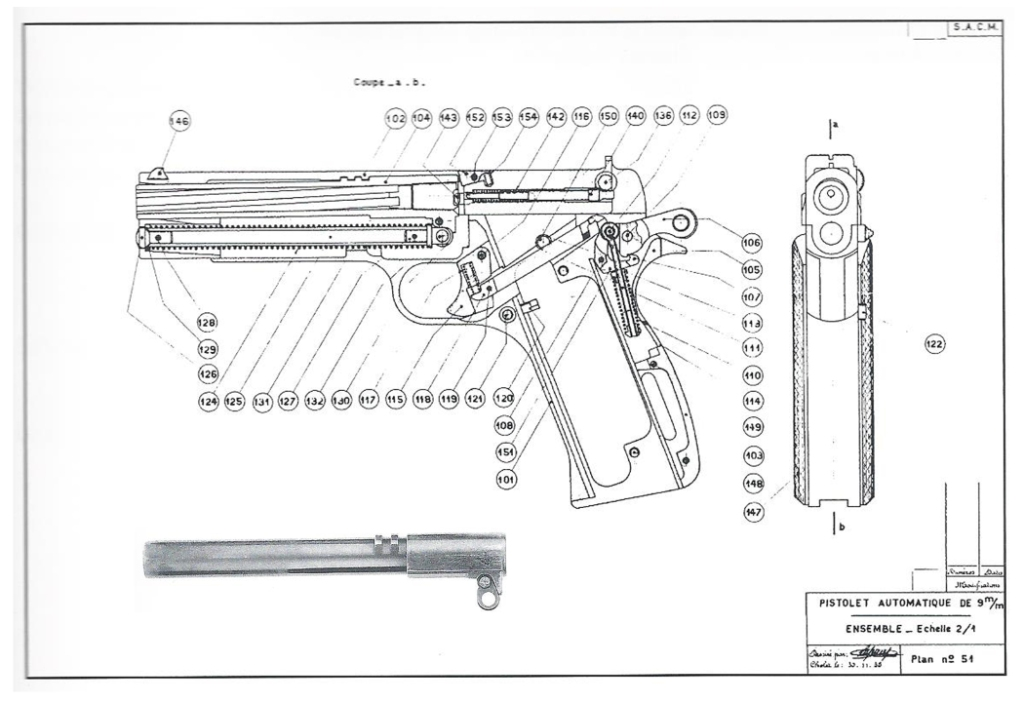
Französischen Patent 1935 der Petter-Pistole

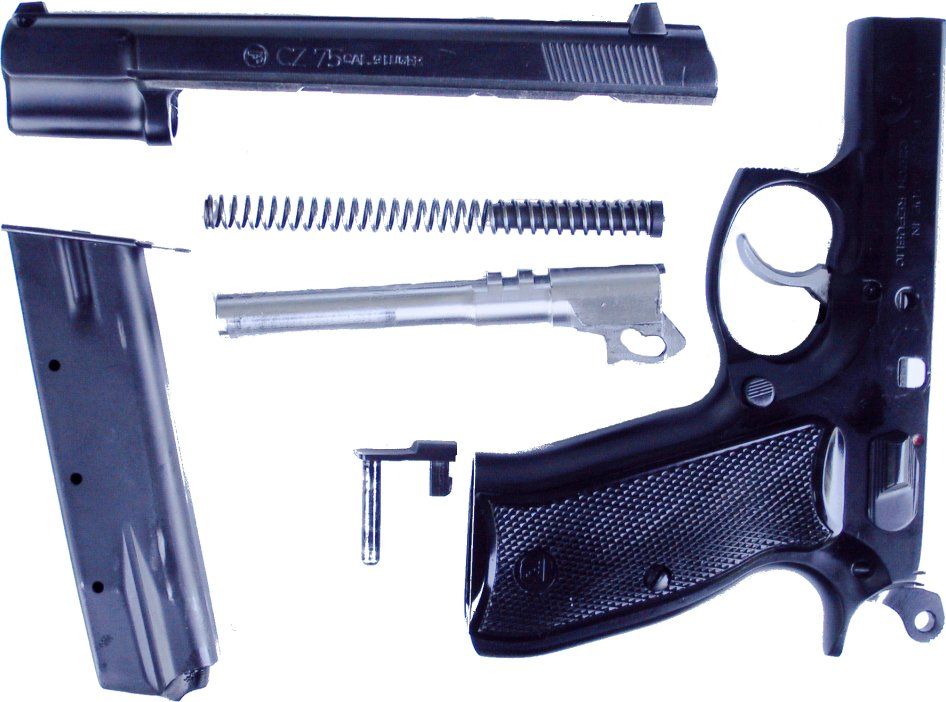
Browning-Petter-System (ČZ 75)

Beim Browning-Petter-Verschlusssystem laufen, ähnlich wie beim Browning-System, Schlitten und Lauf nach der Schussabgabe auf der sog. Unterstellstrecke kurz gemeinsam nach hinten. Das ältere Browning-System verwendet beim Colt M1911 zur Entriegelung ein gelenkig gelagertes Kettenglied. Ab 1935 wurde bei der FN Browning HP erstmals eine unterhalb des Patronenlagers liegende Steuerkulisse verwendet, dies wurde später auch im Browning-Petter-System in geschlossener Form verwendet. Nach einigen Millimetern Rücklauf wird der Lauf im ursprünglichen Browningsystem durch das Kettenglied, bei den FN und SIG-Pistolen durch die Steuerkulisse nach unten gezogen und vom Verschluss gelöst.
Bei der SIG-210-Pistole und ihren Vorgängern, inklusive der Petter-Pistole, werden Lauf und Schlitten durch zwei Verriegelungselemente – bzw. den „Verriegelungskamm“ – oberhalb des Patronenlagers in den entsprechenden Ausfräsungen des Schlitten formschlüssig verbunden. Ab dem Modell der SIG P220 oder Walther P88 wird das Browning-Petter-SIG-System verwendet, bei dem der Lauf nur durch sein quaderförmiges Patronenlager mittels einer sehr exakt ausgelegten Verriegelungsschulter im Schlitten vorn, sowie hinten mit einer meist relativ breiten Nase im Stoßboden verriegelt. Diese Verriegelungsart ist wesentlich „CNC-freundlicher“.

## Geschichte
Der Schweizer Ingenieur Charles Petter, welcher bei der französischen Firma SACM (Société Alsacienne de Constructions Mécaniques) arbeitete, entwickelte dort 1934 ein patentiertes Pistolenmodell, welches 1937 als Pistolet automatique modèle 1935 bei der französischen Armee eingeführt wurde. Hier wurde zum ersten Mal das o. a. modifizierte Browning-System eingesetzt.
Bereits 1937 erwarb die Schweizerische Industrie-Gesellschaft (SIG) eine Lizenz von SACM für die Petter-Patente und begann mit der Entwicklung einer Armeepistole. Hieraus entstanden ab Anfang 1944 über die Erprobungsmodelle SIG S.P. 44/8, -44/15 und 44/16 dann die schweizerische Armee- und Polizeipistole P49, welche heute mehr unter ihrer zivilen Typenbezeichnung SIG P210 bekannt ist. Diese verwendet ebenso das Browning-Petter-System.